# Strzelczyk indyjski
Strzelczyk indyjski, pryskacz, strzelczyk   (Toxotes jaculatrix) – słodkowodna ryba z rodziny strzelczykowatych. Często hodowana jako ryba akwariowa.

## Występowanie
Głównie w słonawych, mangrowych ujściach rzek obszaru od Zatoki Adeńskiej, poprzez wybrzeża Indii i Azji południowo-wschodniej, po Australię.

## Opis
Ryba przypowierzchniowa, poluje w charakterystyczny sposób: strąca owady do wody, wystrzeliwując z pyska strumień wody na odległość kilkudziesięciu centymetrów. Strumień wody powstaje w tubie, uformowanej z języka zaczepionego o rowek w podniebieniu. Woda zostaje wyrzucona z pyska przez wysokie ciśnienie spowodowane skurczem komory skrzelowej. Długość wystrzeliwanego przez rybę strumienia wody może osiągać nawet 1,6 metra.
W akwarium dorasta zwykle do 16 cm (w zależności od wielkości zbiornika, w którym przebywają). W środowisku naturalnym z reguły są większe i dorastają do 25–30 cm.

## Zagrożenia
Stwierdzono, że nie ma żadnego zagrożenia dla populacji strzelczyka indyjskiego. Nie mniej w Czerwonej Księdze Gatunków Zagrożonych 2018 widnieje notka o konieczności śledzenia trendów zmian liczebności jego populacji i rejestracji potencjalnych zagrożeń.

## Zachowanie
Ryby są spokojne, jeśli występują całą ławicą, złożoną z osobników o podobnych rozmiarach, w przeciwnym wypadku mogą być agresywne w stosunku do mniejszych ryb.

## Warunki w akwarium
| Zalecane warunki w akwarium | Zalecane warunki w akwarium                                                   |
| --------------------------- | ----------------------------------------------------------------------------- |
| Zbiornik                    | minimum 200 l, częściowo dobrze zarośnięty, z wolną przestrzenią do pływania. |
| Temperatura wody            | 25–30 °C                                                                      |
| Twardość wody               | średniotwarda do twardej, do 20°n                                             |
| Skala pH                    | 7,0–8,5                                                                       |
| Pokarm                      | owady itp., wyłącznie z powierzchni wody                                      |
| Uwagi                       | do wody konieczny jest dodatek soli                                           |